# جون تشن (عازف بيانو)
جون تشن (بالإنجليزية: John Chen)‏ هو عازف بيانو نيوزيلندي وماليزي، ولد في 10 يونيو 1986.